# Плавунцы
Плавунцы́ (лат. Dytiscidae) — семейство водных насекомых из отряда жесткокрылых. В мировой фауне встречаются более 4000 видов этих жуков. В российской фауне встречаются около 300 видов из 14 триб.

## Описание
Тазики задних ног без бедренных покрышек. Усики 11-сегментные.
Плавунцы — второе по количеству видов семейство в подотряде Плотоядные жуки (лат. Adephaga), представители которого — самые многочисленные и широко распространённые среди водных жуков.

### Питание
Плавунцы — очень прожорливые и агрессивные хищники. Нападают на других водяных насекомых, личинок земноводных, мелких рыб и мальков. У личинок жвалы пронизаны тонкими канальцами, по которым в тело жертвы течёт пищеварительный сок, а обратно — переваренная пища.

### Дыхание
Для дыхания под водой имаго берут под надкрылья запас воздуха. Личинки забирают воздух в трахеи через клапан на конце тела.

### Размножение
Во время спаривания самец удерживается за самку с помощью специальных дисков на передних ногах. Самка откладывает яйца в ткани водных растений с помощью яйцеклада. Личинки окукливаются на суше.

## Местообитание
- Населяют как естественные (реки, болота, озёра и пр.), так и искусственные (колодцы, пруды, каналы и пр.) водоёмы.
- Обычно живут в пресной воде, но некоторые виды (Nebrioporus Regimbart, Hygrotus enneogrammus (Ahrens), Ilybius cinctus Sharp) встречаются в солоноватой.
- Обычно плавунцы населяют водоёмы со стоячей водой, но есть и реофильные виды (Deronectes, Oreodytes), которые  населяют реки и ручьи с быстрым течением.
- Виды трех родов (Typhlodessus Brancucci, Terradessus Watts и Geodessus Brancucci) из Австралии и Индии обитают в лесной подстилке.
- Некоторые виды (Agabus glacialis Hochhuth, Hydroporus kozlovskii Zaitzev, H. nivalis Heer, Colymbetes koenigi Zaitzev) могут обитать в нагорной или даже альпийской зоне[4].

## Палеонтология
Древнейшим известным жуком-плавунцом считается Palaeodytes gutta, найденный в отложениях верхней юры Казахстана. Также плавунцы известны из мелового бирманского янтаря.